# Ana Vilela
Ana Carolina Vilela da Costa (Londrina, 6 de fevereiro de 1998) é uma cantora e compositora brasileira.
Ficou internacionalmente conhecida após sua canção "Trem Bala" se tornar um fenômeno viral na internet, e de sua primeira performance em rede nacional durante o programa Caldeirão do Huck, onde Ana fez parceria com Luan Santana.

## Biografia
Paranaense, a cantora já tem contato com a música desde seus doze anos de idade, onde já tocava violão e cantava. Além do violão, Ana também domina percussão, onde ela era professora para crianças em um projeto social na cidade de Londrina. Antes do sucesso Trem Bala ganhar o Brasil a fora, Ana Vilela prestou vestibular para cursar Letras, e disse em entrevista que desistiu da segunda fase para se apresentar em um de seus primeiros shows da carreira. A cantora não esperava que a canção de sua autoria fosse ter uma repercussão tão grande, postada em seu canal oficial do YouTube em outubro de 2016, a canção veio a se tornar hit cibernético no mês seguinte, em novembro, por conta da tragédia ocorrida com o time da Chapecoense, no Voo LaMia 2933.
Em 2017, Ana viu sua vida mudar completamente por conta do sucesso de sua canção que teve covers de personalidades como Padre Fábio de Melo, Gisele Bündchen, além das outras 11 versões da canção produzidas internet a fora com remixes, e além do dueto com o seu ídolo e influenciador, Luan Santana. No mesmo ano, Ana assinou contrato com o selo SLAP (Som Livre Apresenta), da gravadora Som Livre, que relançou o hit 'Trem Bala' com videoclipe oficial, e 
seu primeiro EP Está Escrito que antecede seu primeiro álbum de inéditas que deve ainda ser lançado em 2017.
Curiosamente, o rápido sucesso de Trem Bala a levou a ter depressão, pois começou a receber muitos ataques online, principalmente de homens. Em 2020, assustada com os comentários agressivos, ela chegou a pensar em desistir da carreira artística. Foi convencida pelo empresário a continuar.

## Vida pessoal
Ana começou a se relacionar com Amanda Garcia em 2012. Ambas são casadas desde 2018.

## Discografia
Álbuns
| Álbum      | Detalhes                                                                                    | Certificações  |
| ---------- | ------------------------------------------------------------------------------------------- | -------------- |
| Ana Vilela | - Lançamento: 20 de outubro de 2017 - Formatos: CD, download digital - Gravadora: Som Livre | - PMB: Platina |
| Contato    | - Lançamento: 23 de agosto de 2019 - Formatos: CD, download digital - Gravadora: Som Livre  |                |

Singles
| Ano  | Título            | Certificações      | Álbum                  |
| ---- | ----------------- | ------------------ | ---------------------- |
| 2016 | Trem Bala         | - PMB: 3× Diamante | Ana Vilela             |
| 2017 | Promete           | - PMB: 3× Platina  | Ana Vilela             |
| 2018 | Aindas            | - PMB: Platina     | Ana Vilela Sessions    |
| 2018 | Que Sorte A Nossa | - PMB: Ouro        | Canta o Novo Sertanejo |
| 2020 | Amanhã (ft. Raae) |                    | —                      |

Extended play (EP)
- Está Escrito[10] (2017)

## Prêmios e Indicações
| Ano  | Prêmio                  | Categoria                                           | Nomeação   | Resultado |
| ---- | ----------------------- | --------------------------------------------------- | ---------- | --------- |
| 2017 | Meus Prêmios Nick 2017  | Hit do Ano do Brasil                                | Trem Bala  | Indicado  |
| 2017 | Melhores do Ano de 2017 | Música do Ano                                       | Trem Bala  | Indicado  |
| 2017 | Prêmio F5               | Hit do Ano                                          | Trem Bala  | Pendente  |
| 2018 | Troféu Internet         | Revelação do Ano                                    | Trem Bala  | Pendente  |
| 2018 | Grammy Latino           | Melhor Álbum Pop Contemporâneo em Língua Portuguesa | Ana Vilela | Pendente  |